# دیوار برلین
دیوار برلین (به آلمانی: Berliner Mauer) نام دیواری به طول ۱۵۵ کیلومتر و به ارتفاع ۳/۶ متر بود که توسط جمهوری دموکراتیک آلمان (آلمان شرقی) ساخته شد. این دیوار در سال‌های ۱۹۶۱ تا ۱۹۸۹ به‌مدت ۲۸ سال شهر برلین را به دو منطقهٔ شرقی و غربی تقسیم کرده بود. این دیوار اصلی‌ترین نماد جنگ سرد بود که به پردهٔ آهنین نیز مشهور شد و سرانجام در سال ۱۹۸۹ فرو ریخت که پایانی بر حکومت جمهوری دموکراتیک آلمان و همچنین جنگ سرد بود.

## تاریخچه

### ۱۹۴۷–۱۹۴۹
پس از پایان جنگ جهانی دوم و در سال ۱۹۴۷ چهار کشور اصلی پیروز در جنگ جهانی دوم شامل شوروی، آمریکا، انگلیس و فرانسه اقدام به تقسیم کشور شکست خورده آلمان به چهار بخش مجزا کردند. با این که تمام شهر برلین در قسمت تحت نفوذ شوروی قرار گرفته بود و ابتدا تصور می‌شد که تمام این شهر توسط شوروی اداره خواهد شد ولی به دلیل اهمیت و ویژگی‌های خاص برلین این اتفاق رخ نداد و قرار شد که این شهر با آنکه در داخل خاک آلمان شرقی قرار گرفته ولی میان چهار کشور اصلی پیروز در جنگ تقسیم شود.
در ماه‌های نخست این شهر توسط کمیسیونی متشکل از هر چهار کشور اداره شد و ریاست این کمیسیون هر ماه و به صورت چرخشی به عهدهٔ یکی از چهار کشور بود. سپس قرار شد قسمت شرقی شهر تحت کنترل نیروهای شوروی باقی بماند و قسمت غربی آن به صورت مشترک توسط سه دولت آمریکا، انگلیس و فرانسه اداره شود.
در سال ۱۹۴۸ کشورهای آمریکا، انگلیس و فرانسه بخش‌های تحت حاکمیت خود را یکپارچه کردند و جمهوری فدرال آلمان را که به آلمان غربی مشهور شد شکل دادند. به دنبال آن نواحی غربی شهر برلین زیر نظر آلمان غربی قرار گرفت. در ۷ اکتبر ۱۹۴۹ اتحاد جماهیر شوروی در بخش تحت حاکمیت خود یک دولت کمونیستی روی کار آورد که منجر به شکل‌گیری جمهوری دموکراتیک آلمان یا آلمان شرقی شد و در نتیجه نواحی شرقی برلین که تحت نفوذ شوروی بود زیر نظر آلمان شرقی قرار گرفت.
با حاکم شدن کمونیست‌ها در آلمان شرقی شرایط اقتصادی و اجتماعی رو به وخامت گرایید و نارضایتی مردم را در پی داشت. این ناراضیان به ویژه در شهر برلین شرقی برای زندگی بهتر، سبک زندگی مردم برلین غربی را در پیش گرفتند. با آغاز جنگ سرد کشمکش‌ها بین شوروی و دولت‌های غربی بالا گرفت و در نهایت مرز بین آلمان شرقی و آلمان غربی بسته شد. با این حال شهروندان برلین هنوز آزاد بودند تا بین قسمت‌های شرقی و غربی شهر تردد کنند.

### ۱۹۴۹–۱۹۶۱
براساس آمارهای منتشر شده در فاصلهٔ سال‌های ۱۹۴۹ تا ۱۹۶۱ حدود ۵/۲ میلیون نفر از آلمان شرقی به آلمان غربی مهاجرت کردند و راه اصلی آن‌ها ورود به برلین غربی بود. همچنین طی شش ماه اول سال ۱۹۶۱ تعداد ۱۶۰هزار نفر یعنی تقریباً روزانه ۲۰۰۰ نفر از برلین شرقی به برلین غربی پناهنده شدند.
بیشتر مهاجرین کارگران متخصص، کارشناسان، استادان دانشگاه و روشنفکران بودند. این امر موجب نارضایتی دولت آلمان شرقی و اتحاد جماهیر شوروی شد. این مهاجرت‌ها و از دست دادن نیروهای کار، آلمان شرقی را در معرض فروپاشی اقتصادی قرار داد و خسارت‌های زیادی را برای اتحاد جماهیر شوروی و دولت آلمان شرقی تحت رهبری «اریک هونکر» به ارمغان آورد. چرا که اقتصاد و صنعت آلمان شرقی عملاً بر کمک‌های شوروی شکل یافته بود. از این رو آن‌ها دست به عملی محدودکننده زدند و به دستور نیکیتا خروشچف، رهبر اتحاد جماهیر شوروی تمام راه‌های ارتباطی بین برلین شرقی و غربی را مسدود کردند و دیوار برلین را به‌عنوان «دیوار حافظ ضد فاشیست» و با هدف جلوگیری از رفت‌وآمدهای نامطلوب (به تعبیر اروپای شرقی) بنا کردند.

در اولین ساعات روز یک شنبه سیزدهم اوت ۱۹۶۱، نیروهای نظامی آلمان شرقی خیابان‌های منتهی به نقاط مرزی را محاصره کردند و کارگران در مرز مشغول ساختن دیوار شدند. با ایجاد این حصار که ارتفاع آن به دو متر می‌رسید، ارتباط بین بخش‌های شرقی و غربی شهر کاملاً قطع شد. احداث این دیوار چنان شتابان انجام گرفت که بسیاری از خانواده‌ها که در مناطق مختلف شهر زندگی می‌کردند برای مدت ۲۸ سال از یکدیگر جدا شدند. گروهی از آن‌ها آن‌قدر زنده نماندند که فروریختن دیوار برلین را شاهد باشند و امکان دیدار دوبارهٔ خانواده‌های خود را پیدا کنند. 

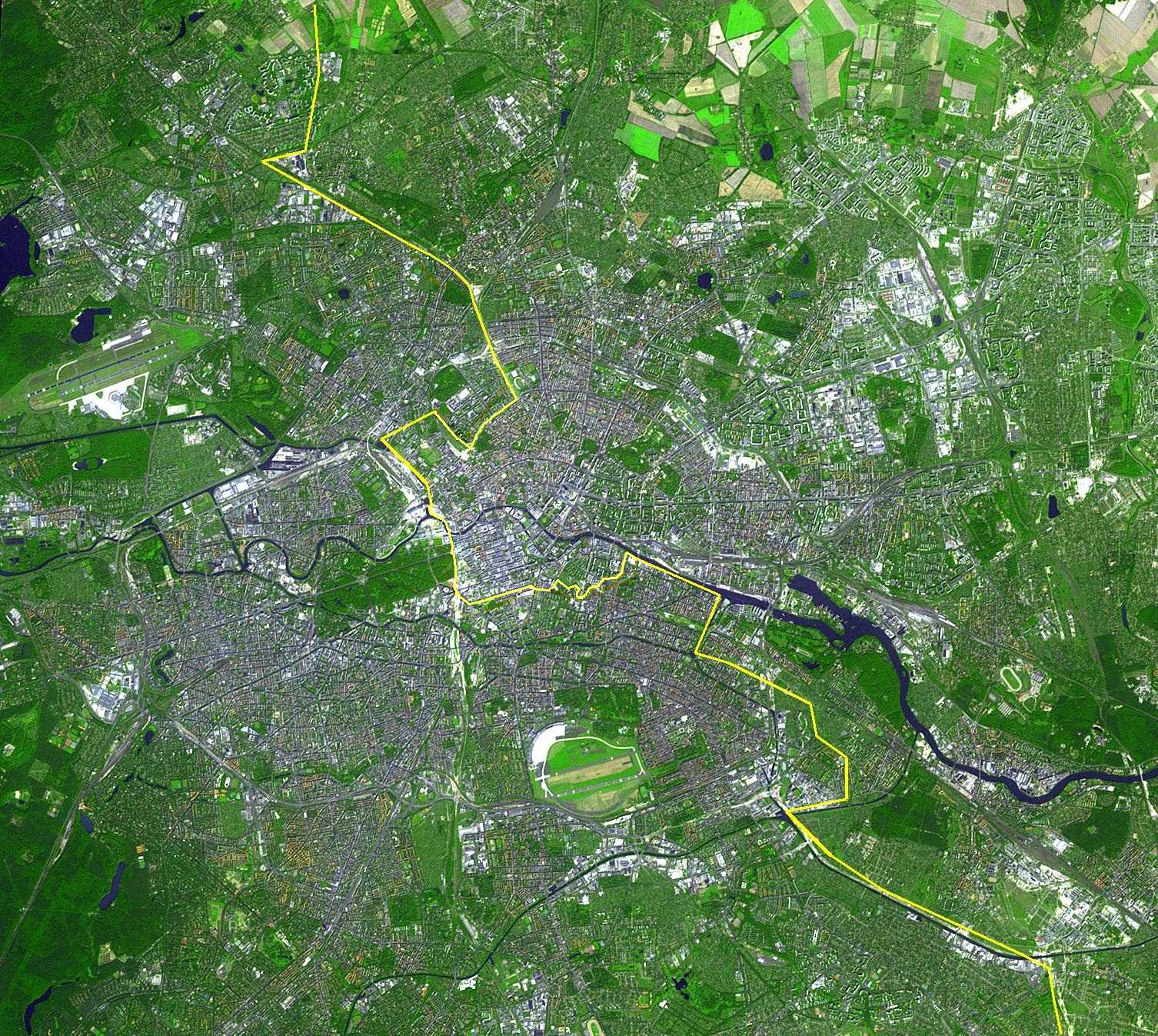
تصویر ماهواره‌ای از دیوار برلین (خط زرد نشان دهندهٔ محل دیوار است)

طول دیواری که به دور برلین غربی کشیده شده بود، ۱۵۵ کیلومتر بود که ۴۵ کیلومتر آن از وسط شهر می‌گذشت. با احداث این دیوار، شهر برلین غربی به صورت یک شهر محصور در خاک آلمان شرقی درآمد. گذرگاه‌های دو طرف در ۱۹۲ مسیر قطع شد. ۹۷ مورد خیابان‌های شهری برلین در جهت شرقی - غربی و ۹۵ مورد مسیرهای بیرون شهری بین برلین غربی و سایر مناطق آلمان شرقی بسته شد. این حصار اندکی در خاک آلمان شرقی نصب شد تا بدین ترتیب از هرگونه تجاوزی توسط آلمان غربی مصون بماند. به‌طوری‌که اگر کسی پشت این حصار می‌ایستاد، در واقع در خاک آلمان شرقی قرار داشت. تانک‌ها در نقاط معینی از شهر مستقر شدند. قسمتی از خیابان‌های شهر کنده شده بود و برای رفت‌وآمد وسائل نقلیه عمومی قوانین تازه‌ای معین شده بود. خطوط راه‌آهن و مترو بین دو طرف هم متوقف و ارتباط تلفن این دو بخش نیز قطع شد. همچنین ساکنان برلین شرقی از ورود به برلین غربی منع شدند. این امر به دلیل این که حدود ۶۰ هزار نفر از ساکنان برلین شرقی در برلین غربی کار می‌کردند مشکلات زیادی به بار آورد. در روزهای بعد مقامات آلمان شرقی در مقابل تمام پنجره‌ها و درهای ساختمان‌هایی که در خط حائل واقع شده بودند دیوار کشیدند.

### ۱۹۶۱–۱۹۷۵
تا پایان سال ۱۹۶۱ دیوار گسترش یافت و سیم خاردار مجهز به الکتریسیته در فواصل زیاد نصب شد. بر بالای دیوار سیم خاردار نصب شد و برج‌های مراقبت برای حفاظت و کنترل عبور و مرور ساخته شد. همچنین در ۲۰ سپتامبر ۱۹۶۱، کار ساخت حصار موازی با فاصله‌ای در حدود ۹۱ متر از سوی هر دو آلمان آغاز شد. تمام خانه‌هایی که در فاصلهٔ بین این دو حصار قرار داشتند، تخریب شدند و بین دو حصار، محدوده‌ای به وجود آمد که به آن نوار مرگ می‌گفتند. این نوار که خاک آن کاملاً کوبیده شده بود، با شن پوشیده شد تا ردپای کسانی که قصد فرار از این حصارها را داشتند به‌راحتی مشخص شود. فاصلهٔ زیاد بین دو حصار این امکان را به نگهبانان مرزی می‌داد تا در صورت لزوم بتوانند به فراریان شلیک کنند.
در نقاط مرزی برای عبور و مرور، ایستگاه‌های بازرسی ایجاد شد که مهم‌ترین آن گذرگاه ایستگاه بازرسی چارلی در بخش آمریکایی برلین غربی بود. در ۱۷ اوت ۱۹۶۲ جوانی ۱۸ ساله به نام پیتر فشتر که قصد داشت در نزدیکی این منطقه از دیوار برلین بالا رود توسط نگهبانان قسمت شرقی مورد اصابت گلوله قرار گرفت و کشته شد. این امر موجب تظاهرات در برلین غربی گردید، تظاهرکنندگان خطاب به نگهبانان شرقی دیوار فریاد می‌زدند: "قاتل‌ها!"
مرحلهٔ آخر ساخت دیوار در سال ۱۹۷۵ آغاز شد و در آن از ۴۵ هزار قطعه بتنی مقاوم شده به ارتفاع سه و نیم متر و عرض یک و نیم متر استفاده شد. همچنین لوله‌هایی افقی در بالای دیوار کار گذاشته شد تا عبور از روی دیوار دشوارتر شود.

## تلفات دیوار برلین
بر اساس تحقیقات پژوهشگران آلمانی و گزارش‌هایی که به تازگی منتشر شده در طول سال‌هایی که دیوار برلین برپا بود ۱۲۵ نفر در پای آن کشته و حدود ۲۰۰ نفر نیز به شدت مجروح شدند. اولین قربانی فرار از دیوار برلین جوان ۲۴ ساله‌ای بود که در تاریخ ۲۸ اوت سال ۱۹۶۱ قصد فرار به برلین غربی را داشت. ۱۴ نفر از قربانیان کسانی بوده‌اند که از غرب قصد ورود به آلمان شرقی را داشته‌اند. ۳۲ نفر دیگر نیز زمانی کشته شده‌اند که اصلاً قصد فرار نداشته‌اند. در این میان ۸ نگهبان نیز به‌طور اتفاقی کشته شده‌اند. ۸۰ درصد کشته شدگان زیر ۳۰ سال سن داشتند و در میان آن‌ها ۸ زن وجود داشته است. این آمارها در یک گزارش دولتی آلمان با عنوان مرگ بر روی دیوار از ۱۹۶۱ تا ۱۹۸۹ ذکر شده است. پیش از این تعداد کشته‌شدگان بر روی دیوار برلین ۲۰۰ نفر ذکر می‌شد.
در بین سال‌های ۱۹۶۱ تا ۱۹۸۹ حدود ۵ هزار نفر موفق شدند به برلین غربی فرار کنند. بیشتر فرارها به زمانی برمی‌گردد که تنها حصار بین دو بخش شهر سیم‌های خاردار بود. همچنین بعضی‌ها از طریق پنجره‌های آپارتمان‌های کنار مرز به آن طرف حصارها رفتند. بعد از احداث دیوار، فرار از طریق تونل‌های مترو، سیستم فاضلاب و حفر تونل انجام می‌شد. در طول این سال‌ها چند مورد عملیات فرار منحصربه‌فرد نیز اتفاق افتاد. در روزهای سوم، چهارم و پنجم اکتبر سال ۱۹۶۴، ۵۷ نفر موفق شدند تا از طریق تونلی که به طول ۱۴۵ متر در زیر نوار مرگ کنده بودند، فرار کنند یا فرار عجیب دو برادر که با بستن بال‌های بسیار سبکی به دست‌هایشان فاصلهٔ بین دو دیوار را بر فراز نوار مرگ پرواز کردند و خود را به طرف دیگر رساندند.

## فروپاشی دیوار برلین
با بهبود تدریجی مناسبات میان شرق و غرب در اواخر دهه ۱۹۸۰ میلادی زمینهٔ فروپاشی دیوار برلین فراهم شد. در سال ۱۹۸۹ حکومت کمونیستی شوروی تصمیم گرفت دموکراسی‌سازی را به‌عنوان یک اصل در کشورهای اروپایی شرقی تحت نفوذ خود دنبال کند. اما در این میان اتفاقی افتاد که روند رو به پایان دولت آلمان شرقی را آغاز کرد. دولت کمونیستی مجارستان درهای خود را بر روی غرب گشود. در بیست و سوم اوت ۱۹۸۹، مرزهای بین مجارستان و اتریش باز شد. از آن‌جا که مهاجرت بین کشورهای کمونیستی ممنوع نبود، ساکنان آلمان شرقی که مجاز به رفت‌وآمد به مجارستان بودند از طریق این کشور و نیز چکسلواکی به آلمان غربی و سایر کشورهای اروپای غربی رفتند. این مهاجرت‌ها طی یک ماه به سرعت افزایش یافت. به‌طوری‌که در ماه سپتامبر حدود ۱۳ هزار نفر از اهالی آلمان شرقی به سمت مجارستان حرکت کردند تا بتوانند از طریق اتریش خود را به آلمان غربی برسانند.

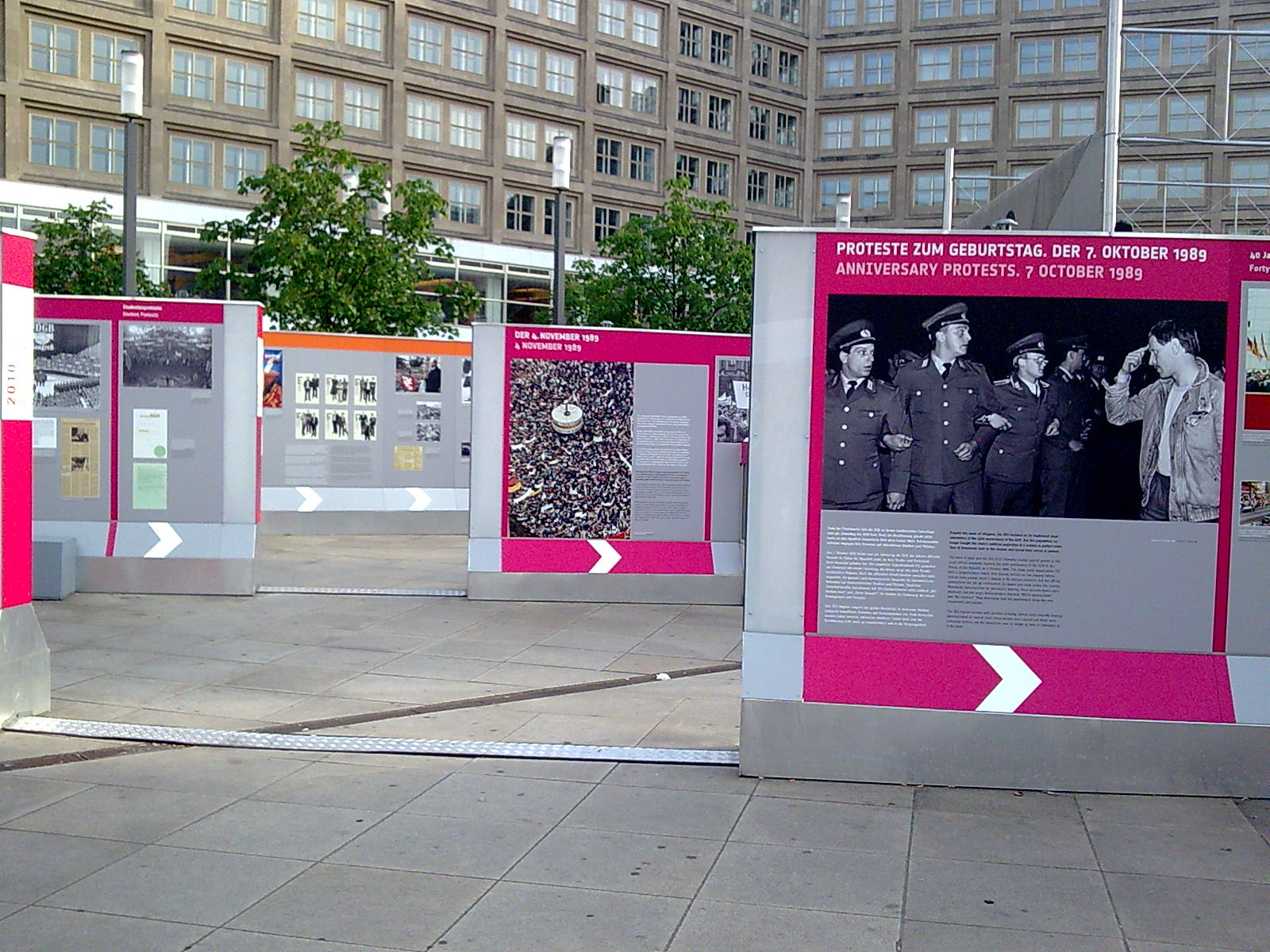
یادمان دیوار برلین در محل قرارگیری آن

در پاییز همان سال، تظاهرات اعتراض‌آمیز مردم نسبت به دولت آلمان شرقی شدت گرفت تا این که در هجدهم اکتبر همان سال اریک هونکر، رهبر آلمان شرقی از سمت خود کناره‌گیری کرد و چند روز بعد اگون کرنتس جانشین او شد. دولت جدید تصمیم گرفت به ساکنان برلین شرقی اجازه دهد تا برای سفر به برلین غربی تقاضای ویزا کنند. با اعلام این مطلب از سوی دولت ده‌ها هزار نفر از ساکنان برلین شرقی خود را به محل‌های مشخص شده رساندند تا از مرز عبور کنند و به برلین غربی بروند. هجوم این جمعیت به کنار مرز مأموران و نگهبانان را دچار مشکل کرد. چرا که آن‌ها برای مقابله با چنین جمعیتی آمادگی نداشتند. لحظه به لحظه بر انبوه جمعیت اضافه می‌شد. سرانجام مأموران مرز را گشودند و مردم توانستند از آن عبور کنند. در آن طرف مرز، اهالی برلین غربی برای استقبال از همشهریان سابقشان جمع شده بودند. به این ترتیب نهم نوامبر ۱۹۸۹ به روز فروپاشی دیوار برلین تبدیل شد. این دیوار ظرف روزها و هفته‌های بعد و توسط کسانی که از دیگر نقاط آلمان شرقی خود را به برلین رسانده بودند به تدریج خراب شد. فروریختن دیوار برلین، اولین قدم در راه اتحاد مجدد دو آلمان بود که سرانجام در سوم اکتبر ۱۹۹۰ صورت گرفت.
میخائیل گورباچف رئیس‌جمهور وقت اتحاد جماهیر شوروی ۱۵ سال بعد، در سال ۲۰۰۴ عنوان کرد که وقتی در ژوئیه ۱۹۸۹ با هلموت کهل صدراعظم آلمان غربی مذاکره کرده‌بود، به‌طور مشترک به این نتیجه رسیدند که هنوز زمان وحدت دو آلمان فرا نرسیده است. در نهایت هم به این توافق رسیدن که از میان برداشتن دیوار به قرن بیست و یکم موکول شود.
او عنوان می‌کند که البته مردم آلمان تصمیم دیگری گرفتند و با پافشاری روی برچیدن دیوار، رهبری تاریخ را به دست گرفتند. مردم سایر کشورهای اروپای شرقی و مرکزی نیز بلافاصله از آن‌ها سرمشق گرفتند و موانع رسیدن به آزادی را از سر راه خود برداشتند.
درحال حاضر ۳۴ قطعه از دیوار اصلی برلین در موزه نگهداری می‌شود.

## یادمان‌های دیوار برلین
پس از فروپاشی دیوار همچنان بخش‌های از آن در سطح شهر برلین باقی مانده است علاوه بر این ۱۴ سایت رسمی یادمان دیوار در بخش‌های مختلف وجود دارد که اطلاعاتی از وضعیت و تاریخ دیوار برلین را در اختیار بازدید کنندگان قرار می‌دهد.

### نقاشی روی دیوار پس از فروپاشی
دو ماه پس از فروریزی دیوار، یک نقاش ایرانی به نام کانی علوی برای نخستین بار روی آن نقاشی کشید. در آغاز، امنیت وی توسط دوست اسکاتلندی نقاش ایرانی که در سفارت اسکاتلند در بخش شرقی کار می‌کرد در تماس با وزیر دفاع جمهوری دموکراتیک آلمان فراهم شد. سپس برای توسعه کار، نقاش‌ها از طریق اطلاعیه رادیویی و تلویزیونی کانی علوی از این پروژه داوطلبانه آگاه شدند و در طی پنج-شش ماه روی ۱۳۰۰ متر از دیوار نقاشی کشیده شد.
در سال ۱۹۹۶ وقتی بحث‌ها میان سیاست‌گذاران برای خرابی دیوار اوج گرفت، کانی علوی «گالری بخش شرقی» (East Side Gallery) را تأسیس کرد تا از آن طریق بتواند کمپین حفظ دیوار را پیش ببرد.

## نگارخانه

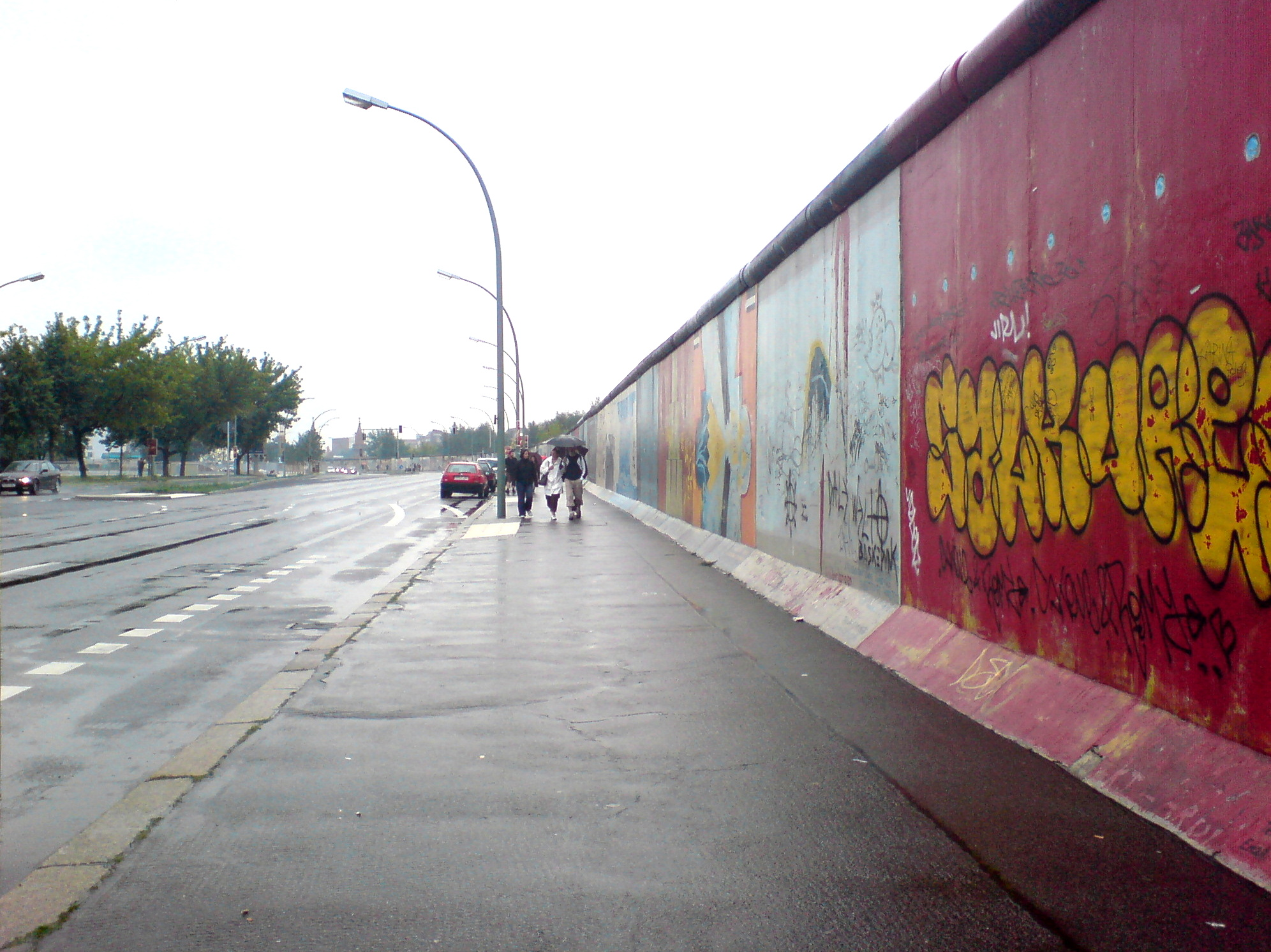
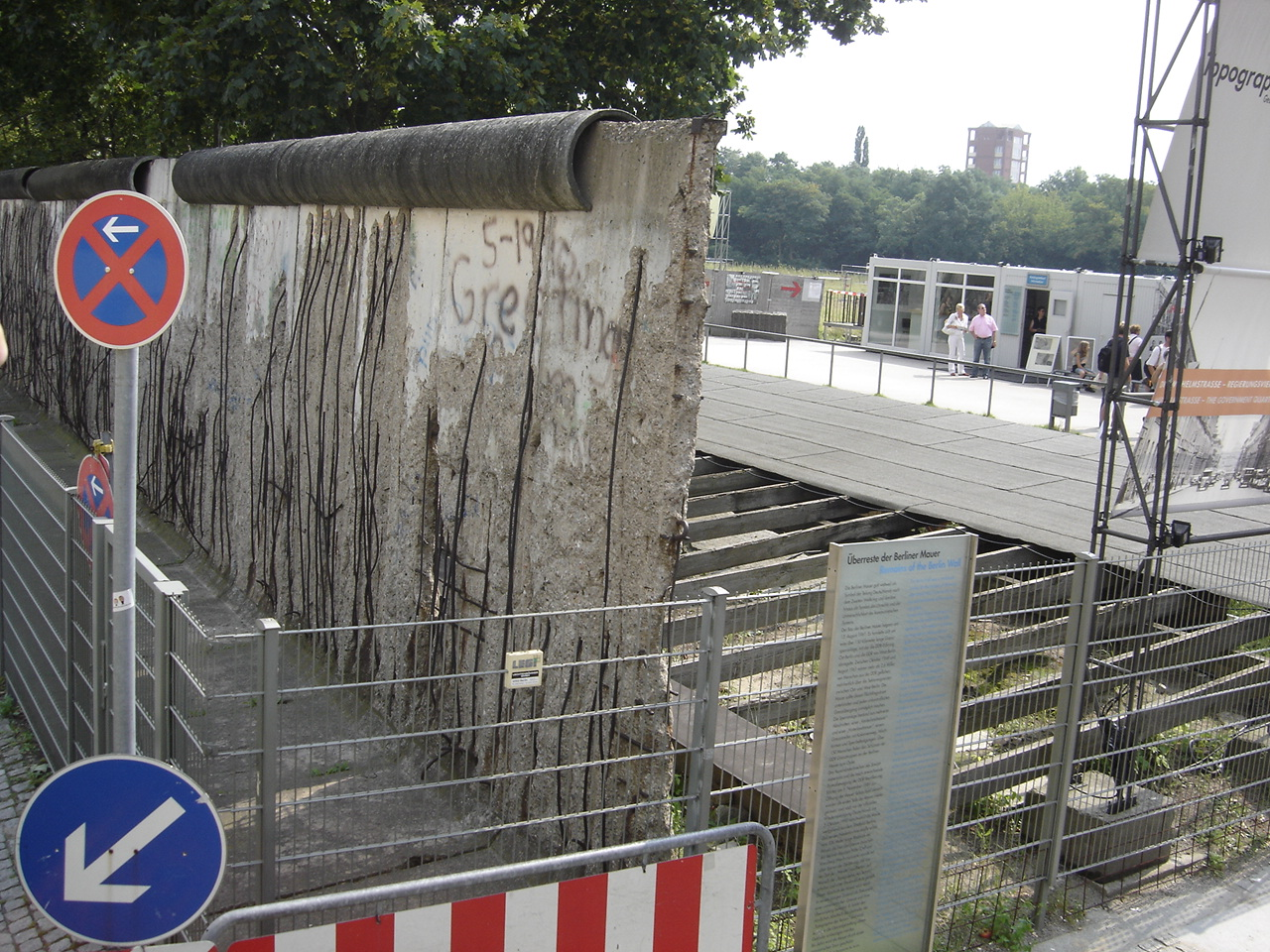
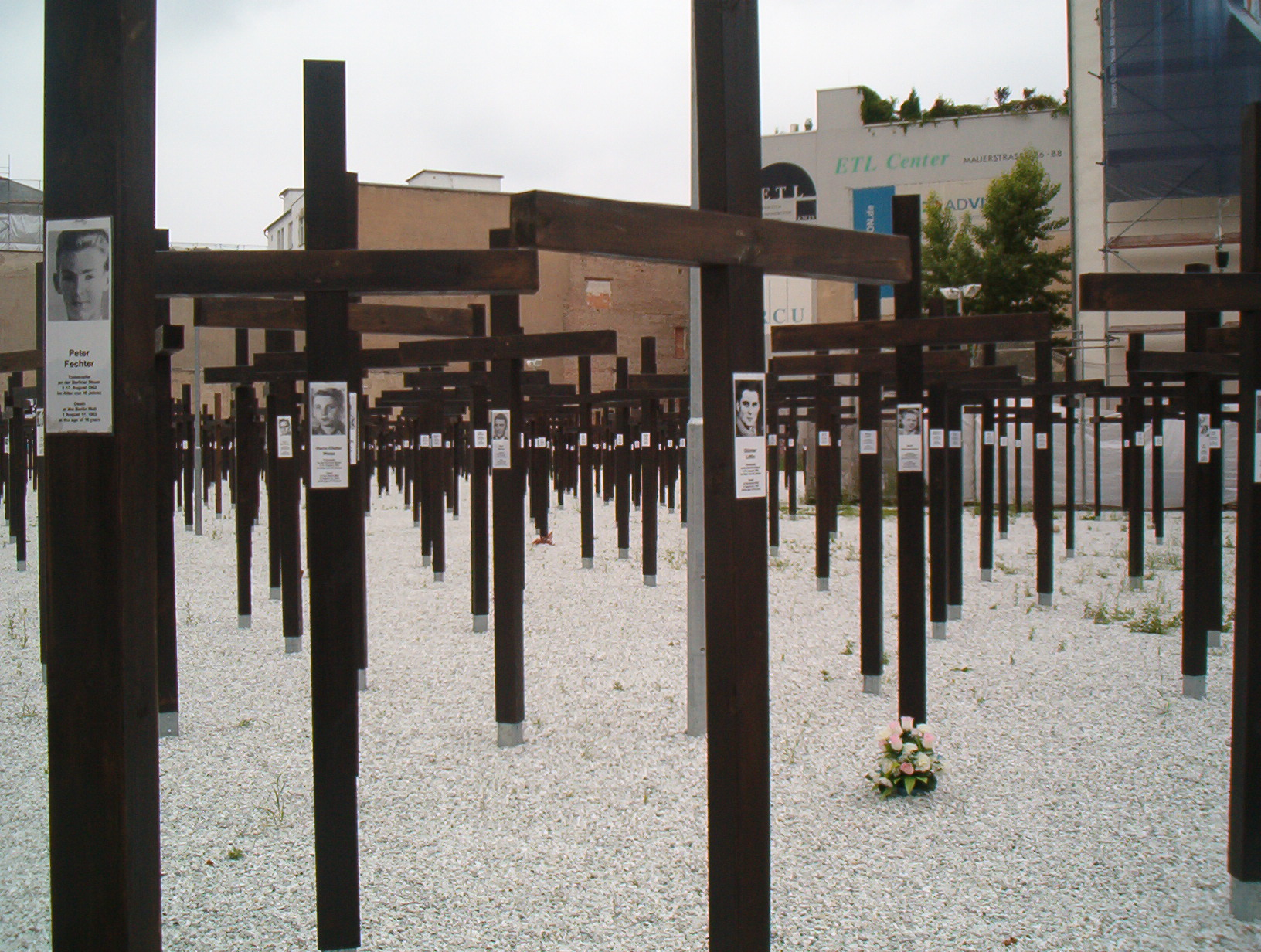
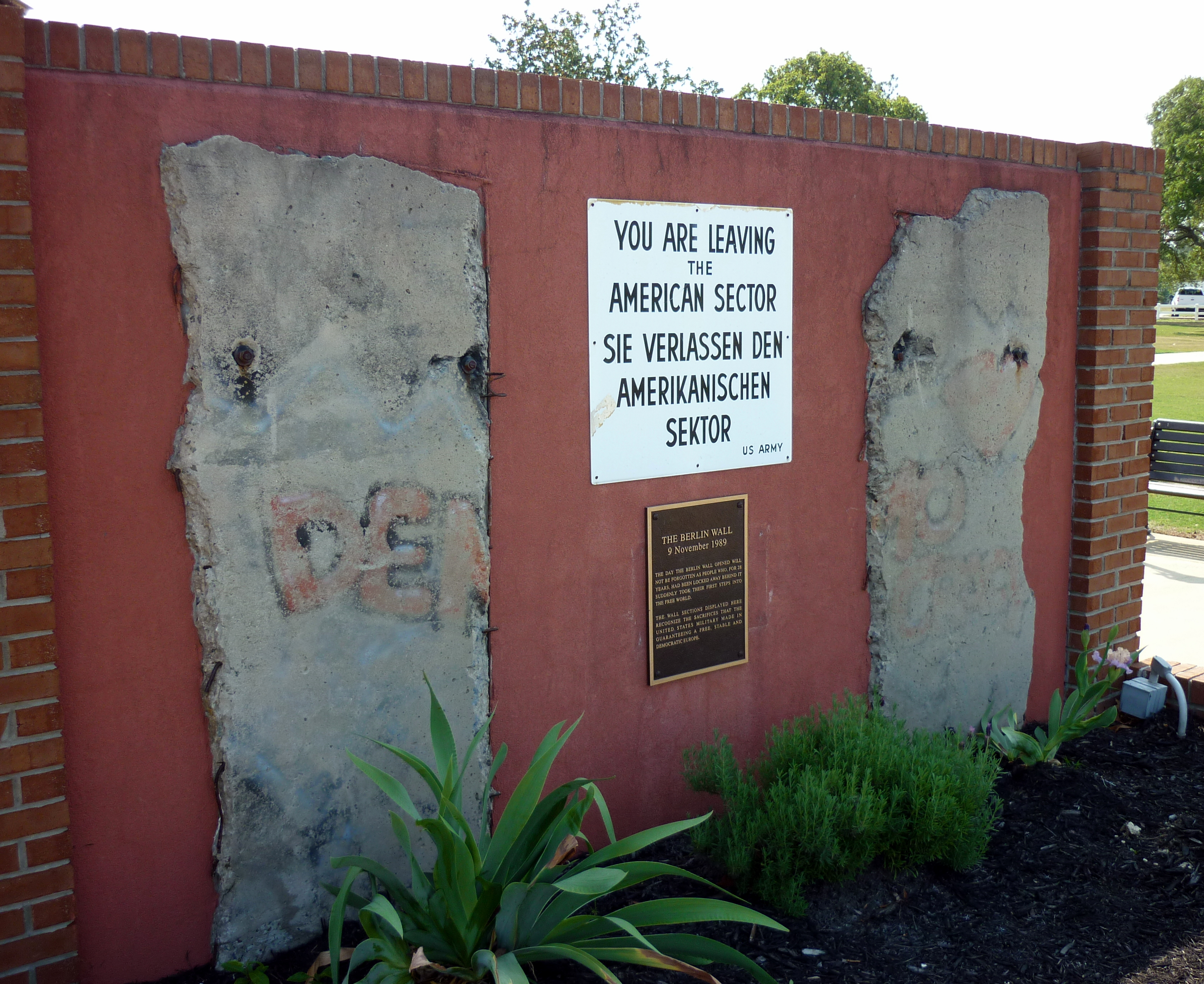
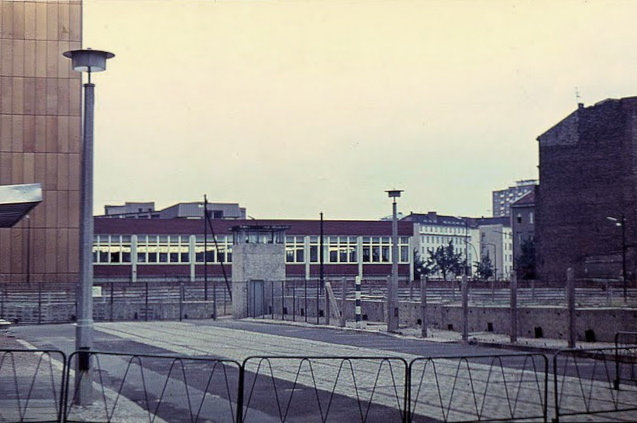
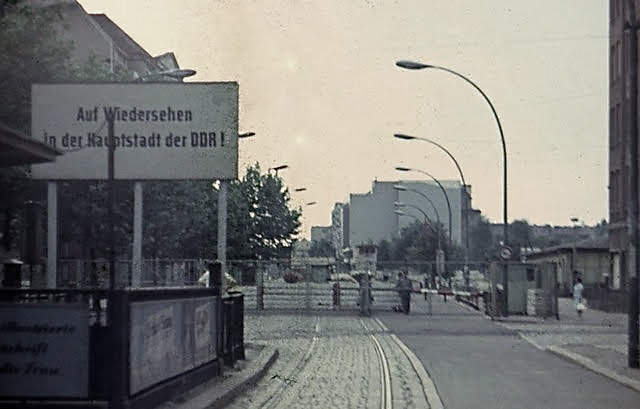
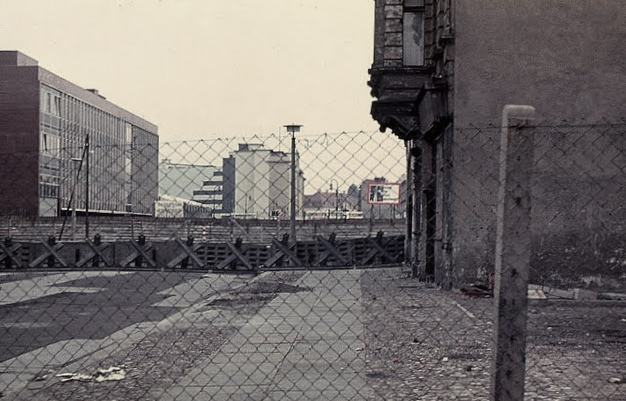
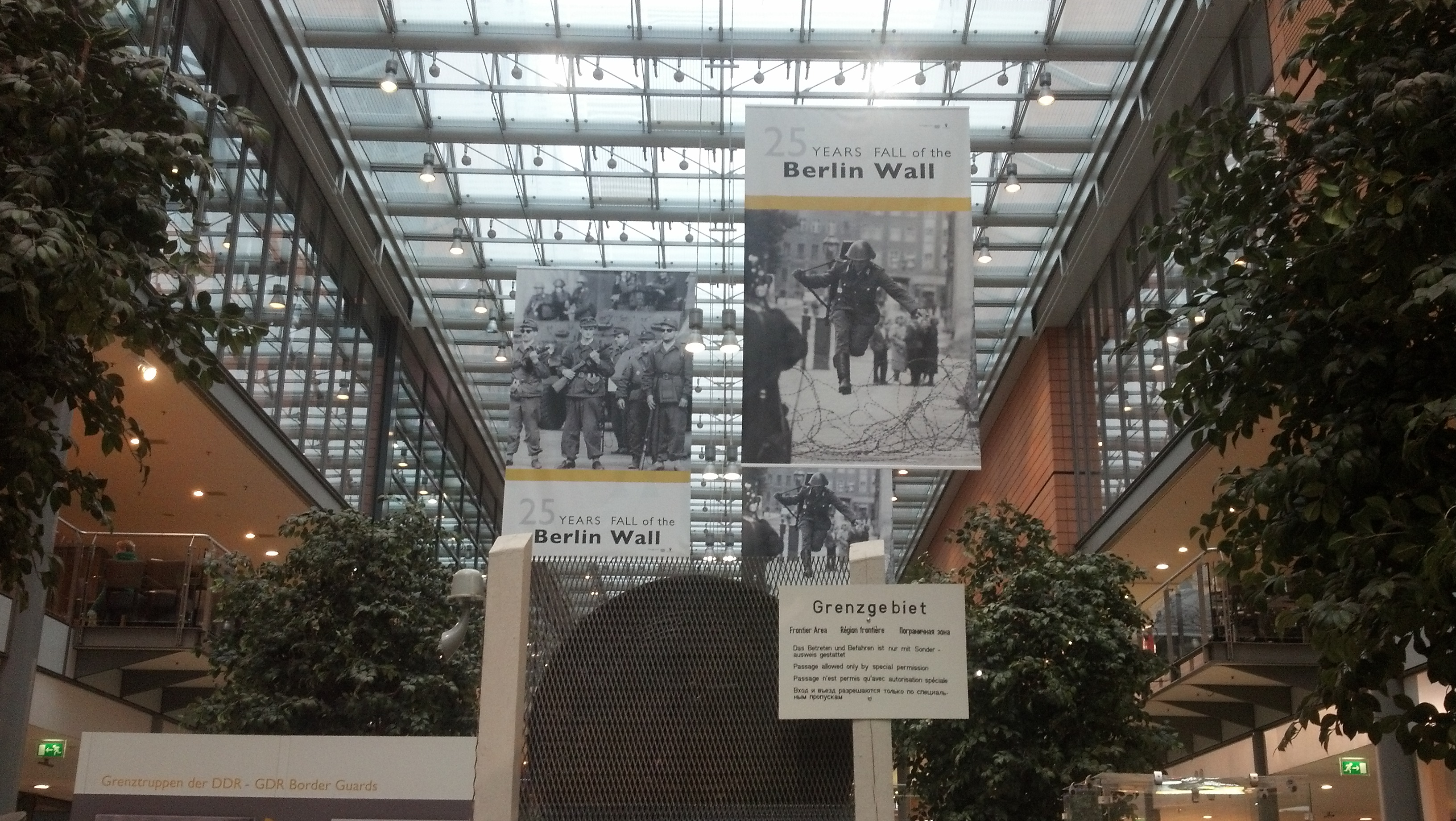
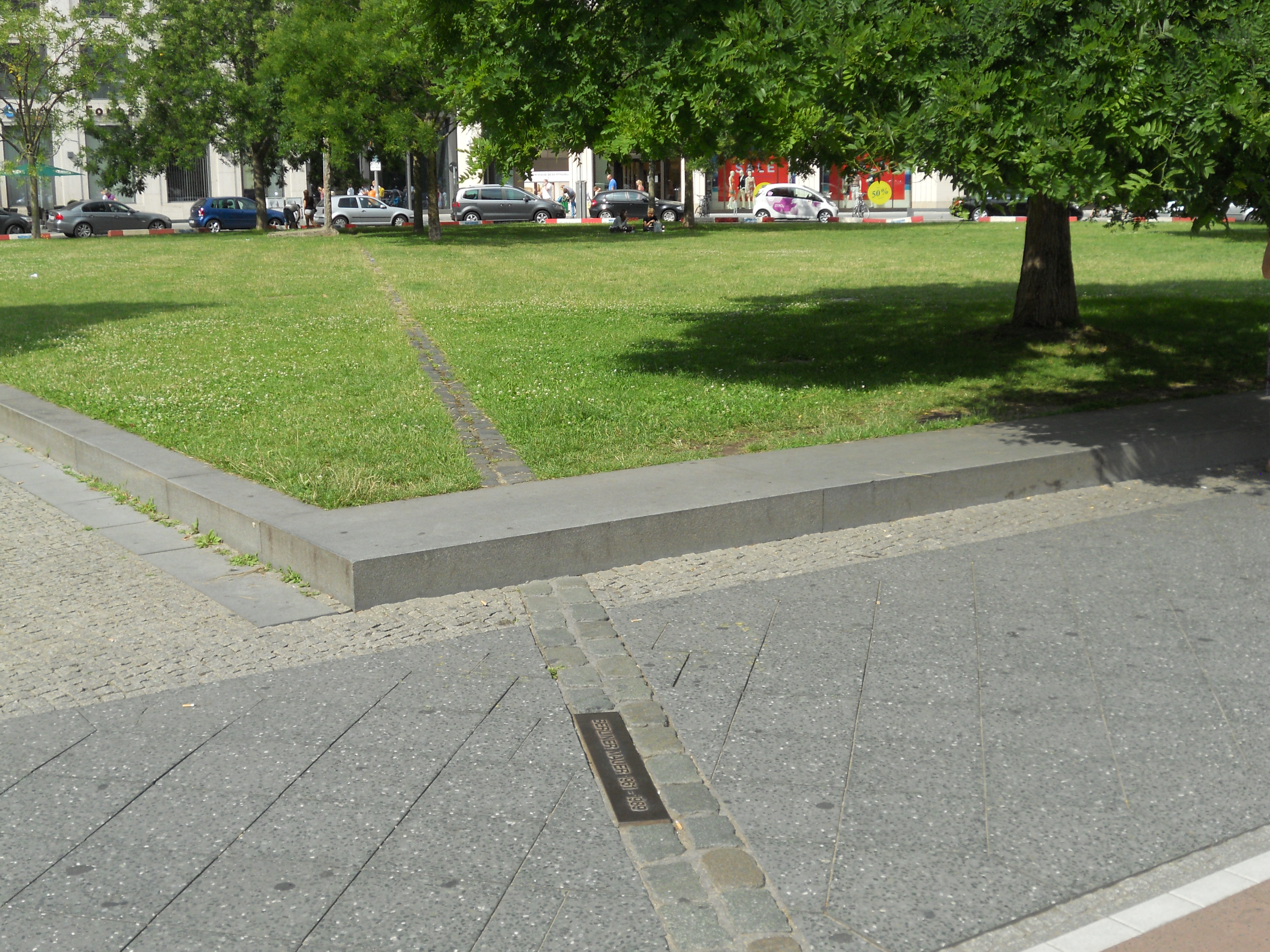